# Vyšný Orlík
Vyšný Orlík (allemand : Oberorlich , hongrois : Felsőodor) est un village de Slovaquie situé dans la région de Prešov.

## Histoire
Première mention écrite du village en 1414.

## Démographie

### Évolution de la population
| Année:               | 1994. | 2004.    | 2014.   | 2024.   |
| -------------------- | ----- | -------- | ------- | ------- |
| Nombre de personnes: | 367   | 413      | 376     | 385     |
| Différence:          |       | +12,53 % | -8,95 % | +2,39 % |

| Année:               | 2023. | 2024. |
| -------------------- | ----- | ----- |
| Nombre de personnes: | 385   | 385   |
| Différence:          |       | +0 %  |